# La Villeneuve-en-Chevrie
La Villeneuve-en-Chevrie là một xã của Pháp nằm ở tỉnh Yvelines trong vùng Île-de-France.
Người dân ở đây trong tiếng Pháp gọi là Villeneuvois.